# Bitka za Dien Bien Phu
Bitka za Điện Biên Phủ (francosko Bataille de Diên Biên Phu pronounced [bataj də djɛ̃ bjɛ̃ fy]; vietnamsko Chiến dịch Điện Biên Phủ) je bila bitka, ki je potekala med vojno v Francoski Indokini spomladi 1954, med francoskimi kolonialnimi silami in silami Viet-Minha. 
Predstavljala je ključni trenutek vojne v Indokini, ko so Francozi spoznali, da ne bodo mogli obdržati svojih azijskih kolonij.

## Uvod v bitko

### Dogajanje
Zaradi porazov na Indokitajskem polotoku in grožnje da Giap prodre preko Laosa, so se francoski vojaški teoretiki odločili, da potrebujejo močno oporišče, ki bo predstavljala močno obrambno točko in hkrati izhodišče za francoske vojaške operacije. Izbrali so dolino pri Điện Biên Phủju, ki je bila široka med 6–10 km in jo je obkrožal obroč hribov. Ti hribi pa so bili obdani z grebeni gora, ki so omogočali obrambo z oddaljenih hribov. Leta 1922 je bila v kotlini zgrajena pristajalna steza, ki pa je bila 1954 neuporabna, saj je bila kotlina v rokah Viet-Minha.

### Oporišče
20. novembra 1953 se je pričela Operacija Kastor; v dolino okoli Dien Bien Phuja je izskočilo ali pristalo 4195 francoskih vojakov v treh dneh. Prvi dan so znašale francoske žrtve: 15 mrtvih in 34 ranjenih v boju ter 1 umrl in 13 poškodovanih med desantom. Med temi hribi so izravnali teren za dve pristajalni stezi ter vrhove osmih najbolj primernih hribov spremenili v velike obrambne točke, ki so jih poimenovali z ženskimi imeni (od S proti J: Gabrielle, Anne-Marie, Beatrice, Huguette, Dominique, Eliane, Claudine in Isabelle). Vsak hrib je predstavljal samostojno točko znotraj obrambnega obroča kotline (Isabelle je bila najbolj osamljena postojanka (oddaljena 5 km od Eliane) in hkrati sedež poveljnika); vsako od osmih oporišč je bilo razdeljeno na manjše obrambne točke po okoliških hribih.
Že 22. novembra 1953 je bil usposobljena prva pristajalna steza, tako da so začela pristajati transportna letala, ki so dovažala okrepitve, orožje in opremo; med drugim so pripeljali 510 t materiala za utrjevanje pristajalnih stez, 10 tankov M24 Chaffee (bili so razstavljeni med transportom in nato sestavljeni v Điện Biên Phủju), 145 t bodeče žice, ...

### Francoske sile
- 17 pehotnih bataljonov (15.709 vojakov);
- baterija 155 mm havbic;
- polk 105-mm topov;
- 2 bateriji netrzajnih topov kaliber 75 mm,
- minometna četa kal. 120 mm,
- 10 lahkih tankov M24 Chaffee

### Viet-Minh
Viet-Minh je med bitko uporabil:
- 33 pehotnih bataljonov (27 za neposredno obleganje, 6 za obrambo pred zunanjimi intervencijami);
- 20 105 mm topov;
- 20 75 mm topov;
- veliko število minometov in netrzajnih topov;
- 100 protiletalskih mitraljezov kal. 12,7 mm;
- 80 protiletalskih topov kal. 37 mm, ...

## Bitka
Nekaj dni pred začetkom bitke je Viet-Minh evakuiral prebivalstvo iz doline.
Bitka se je začela popoldne 13. marca 1954 s silovitim artilerijskim obstreljevanjem, predvsem na točki Beatrice in Gabrielle. Obstreljevanje je trajalo celo noč, med katero so Vietnamci izstrelili skoraj 9.000 granat. Posledica tega je bil padec Beatrice, saj so štirje najvišji častniki, zadolženi za obrambo, padli že na začetku obstreljevanja, ko sta dve granati zadeli poveljniški bunker. Poleg tega je bila posadka postojanke oslabljena, saj je bilo 67 vojakov (od skupno 517) 3. bataljona 13. polbrigade francoske tujske legije v osrednjem obrambnem področju in se niso mogli vrniti. 
14. marca je 5. vietnamski padalski bataljon izvedel padalski desant v Điện Biên Phủ in tako okrepil obrambo kotline.
Popoldne je začela artilerija Viet-Minha obstreljevati Gabrielle, ki so jo branili alžirski strelci. Ob 20.00 so Vietnamci izvedli pehotni napad, s katerim so uspeli do 2.30 naslednjega dne ustvarili mostišče na severno-vzhodnem pobočju. Ob 5.00 uri zjutraj je obramba kapitulirala, saj je bila večina branilcev mrtvih ali hudo ranjenih. Poznejši francoski protinapad istega dne za ponovno osvojitev Gabrielle je bil neuspešen.
16. marca je 6. kolonialni padalski bataljon izvedel zračni desant in okrepil obrambo. Polkovnik Charles Piroth, artilerijski poveljnik Dien Bien Phuja je storil samomor, saj ni mogel preprečiti napadov z artilerijsko zaporo, kot je obljubil.
18. marca je 3. Tajski bataljon zapustil svoje položaje na Anne-Marie in dezertiral, pri čemer je Vietnamcem prepustil vso orožje in opremo. S tem je padla severna obramba doline in tako so enote Viet-Minha prodrle v kotlino. Začeli so obstreljevati pristajalno stezo (in s tem ovirali evakuacijo ranjencev) in kopati strelske jarke proti drugim točkam. Strelske jarke so gradili v obliki razvejanih tipalk, ki so omogočale pristop in nadaljnjo infiltracijo v obrambni sistem.
Deli 35. zračnoprevoznega artilerijskega polka so 22. marca izvedli padalski desant kot okrepitev. Zaradi vse hujšega artilerijskega obstreljevanje in protiletalskega streljanja so postali dnevni desanti in pristanki letal in helikopterjev zelo ogroženi in so od tega dne naprej so izvajali le nočne. Zadnji helikopter, ki je zapustil Dien Bien Phu, je bil sestreljen med vzletom 23. marca.
Zadnja evakuacija ranjencev je bila opravljena 26. marca, saj sta bili pristajalni stezi preveč poškodovani in nenehno pod ognjem.
Zadnje letalo je pristalo 28. marca, a je bilo poškodovano in ni moglo več vzleteti (v Điện Biên Phủju ostane tudi medicinska sestra Geneviere de Galard, ki do konca pomaga ranjencem).
Istega dne so Francozi sprožili napad na vietnamske protiletalske položaje. Napad je uspel, a za visoko ceno (20 padlih, od tega 2 častnika, in 76 ranjenih, od tega 5 častnikov), medtem ko so Vietnamci izgubili okoli 350 padlih, 1000 ranjenih, 40 ujetih vojakov ter 17 mitraljezov, 2 bazuki, 14 jurišnih pušk, 100 pušk, ...
Francozi so 31. marca ponovno zasedli položaje Dominique 2 in Eliane 1, toda zaradi premajhnega števila so morali oba položaja zapustitit še istega dne. Hkrati so Vietnamci začeli napad na Huguettes.
2. aprila so 2. bataljon 1. kolonialnega padalskega polka in deli Zračnoprevoznega polka lahke artilerije izvedli padalski desant.
6. aprila so Vietnamci prenehali s frontalnimi napadi (ki so neuspešni s hudimi izgubami), toda povezava z Isabelle je bila pretrgana. Ponovno se je pričelo kopanje strelskih jarkov in artilerijsko obstreljevanje, saj so hoteli počasi izčrpati francoske branilce.
Med 9. in 11. aprilom je pristal še četrti padalski bataljon in sicer 2. padalski bataljon Francoske tujske legije.
2. padalski bataljon Francoske tujske legije je 23. aprila izvedel protinapad z namenom ponovno zavzeti Huguette 1, a so bili zavrnjeni.
Zadnje dni aprila je nad dolino prišel monsun, ki je prizadel slabo utrjene fortifikacije, voda je zalivala jarke, bunkerje in podzemne bolnišnice, odnašala strehe in zemljo na njih. Zaradi takšnih vremenskih razmer so bili vsi poleti odpovedani in s tem tudi pomoč obkoljeni posadki. 
V štirih dneh (med 2. in 5. majem) je 388 vojakov 1. kolonialnega padalskega polka skočilo v Điện Biên Phủ; to so bile tudi zadnje francoske rezerve. Piloti transportnih letal so imeli velike težave pri iskanju doskočnih con, saj se je ozemlje pod francoskim nadzorom vztrajno krčilo, monsun je onemogočal vidljivost ter močno protiletalsko streljanje.
4. maja je nad Điện Biên Phủjem divjalo močno medsebojno artilerijsko obstreljevanje; na vietnamski strani so se pojavile tudi Stalinove orgle, ki so imele grozljiv učinek na razmočeno zemljo in slabo utrjene fortifikacije.
Od 14. marca do 6. maja je v Điện Biên Phủ skočilo 4306 vojakov, od katerih jih je 709 skočilo prvič. Vsi so bili prostovoljci, mnogi med njimi Vietnamci, ki so se borili na francoski strani. Tega dne so odvrgli tudi največjo količino vojaške opreme in zalog (196 t); veliko padal je pristalo na vietnamski strani. Vojno letalstvo je hkrati izvedlo bombardiranje vietnamskih položajev.
Ob 21.00 se je začel splošni napad na vse preostale postojanke, ki so odgovorile z vso močjo. Isabelle je izgubila vse minomete, razen enega. Imeli so še 2000 granat kalibra 105 mm, toda le en top tega kalibra.
Ob 22.00 uri so Vietnamci sprožili eno tono TNT-ja, ki so ga podtaknili pod Eliane 2. Eksploziv ni eskplodiral popolnoma; preživeli branitelji so nadaljevali boj, toda kmalu so se morali umakniti na Eliane 4.
7. maja je monsun ponehal in v kotlini se je zjasnilo. Francoski in vietnamski položaji so bili prepleteni. Ob zori sta padla Dominique in Eliane. Ob 7.00 uri se je pričel napad na Eliane 1, ki je padel ob 10.00.
Ob 17.00 uri je bilo razglašeno premirje. Ko so uničili vso oborožitev in opremo, se je poveljnik Điện Biên Phủja predal. Nadaljevala se je bitka za Isabelle. Ponoči je večina sposobnih vojakov izvedla operacijo Albatros - prebitje vietnamskih položajev in beg v pragozd. Večina vojakov je bila ujetih oz. ubitih, le peščica jih je po tednih prebijanja skozi džunglo prišla do francoskih položajev.
8. maja ob 1.00 uri zjutraj so predali položaj Isabelle in s tem se je bitka za Điện Biên Phủ končala.

## Posledice
Od 21.996 vojakov, ki so sodelovali na francoski strani, je bilo 10.998 ujetih, 7.708 padlih ali pogrešanih in 3.290 preživelih.
To je bila največja zmaga Viet-Minha, ki je pripomogla k hitrejšemu premirju (Ženevska konferenca 1954) in posledično k umiku Francije kot kolonialne sile iz tega dela sveta.